# Zahlwörter in der spanischen Sprache
Das Numerale, nombre numeral, deutsch Zahlwort, wird in der Sprachwissenschaft manchmal auch als eigene Wortart gedeutet und gibt über einen Zahlbegriff Auskunft. Man unterscheidet bestimmte von unbestimmten Numeralien. Unbestimmte Zahlwörter sind Wörter, die ein unbestimmtes Maß bzw. eine unbestimmte Menge angeben.
Von den Zahlworten sind die Zahlzeichen oder Ziffern zu unterscheiden, sie sind die Zahlennamen in einer anderen Schreibweise, so den Ziffern. Sie stellen Schriftzeichen dar, dem als Wert eine Zahl, der Ziffernwert zugewiesen wurde und das in einem Zahlensystem für die Darstellung von Zahlen verwendet wird. Ziffern sind Schriftzeichen und werden in der geschriebenen Sprache verwendet. Zahlwörter können sowohl in der gesprochenen (Rede) als auch in einem geschriebenen (Text) Weise geäußert werden.
Man schreibt die Numeralien in Abhängigkeit zum Text bzw. Kontext entweder als Zahlenwert oder als Ziffer. – Beispiele:
Der Zahlenwert ist klein und lässt sich in wenigen Worten (maximal drei) darstellen:
```
Me han regalado 
tres
 camisetas iguales.

Hay 
seis milliones
 de chalados, ¡madre mia!
```

Der Zahlenwert steht in Beziehung zu einem historischen Datum (Eigennamen):
```
Estuvimos tomando algo en plaza del 
Dos
 de Mayo.
```

Steht als Teil eines wissenschaftlichen Begriffs:
```
La guerra de los 
Siete
 Años fue librada entre 1754 y 1763.
```

Numeralien mit mehr als drei Worten sind besser als Ziffern wiedergegeben: – Beispiele:
```
*
[
5
]
 
El camión pesaba exactamente 
cinco mil ochocientos veintitrés
 kilos.

El camión pesaba exactamente 
5823
 kg.
```

Ein Datum wird am besten in Ziffern wiedergegeben.
```
El 
21
 de octubre de 
1512
 fue "recibido en el Senado de la Facultad de Teología", dándole el título de Doctor en Biblia.
```

Ebenfalls werden Datum, Formeln und Zahlenwerte etc. in wissenschaftlichen Arbeiten, artículo científico als Ziffern abgebildet. – Beispiele:
```
* 
La terraza tiene sesenta m 
2
.

La terraza tiene 60 m 
2
.

Abran el libro histórico por la pag. 64.
```

Die allermeisten Zahlwörter, Numeralia sind Zahlwortadjektive, damit vermögen sie Angaben über eine (numerische) Menge, Anzahl oder Reihenfolge bzw. Rangordnung zu machen. – Beispiele:
```
cinco hechicera, tres veces ganadora
```

Man unterscheidet begrifflich die „bestimmten Zahladjektive“ und „Zahlwörter“ von den „unbestimmten Zahladjektiven“ und „Zahlwörtern“.
Für die bestimmten Zahlwörter, números definidos lassen sich stellvertretend auch Ziffern schreiben, drücken sie doch z. B. einen exakten Zahlenwert, eine definierte Reihenfolge aus.
```
dos, cuatrocientos setenta, ciento cincuenta y tres mil quinientos treinta y siete 2, 470, 153.537
```

oder aber sie stehen für Worte, des Mehr- oder Vielfachen aus einer Anzahl oder Menge.
```
duplicado, doble
```

Die unbestimmten Zahladjektive und Zahlwörter, números indefinidos können keine genaue Anzahl oder Mengen versprachlichen, obzwar sie keine Auskunft über die konkrete Anzahl geben, vermögen sie aber den (subjektiven) Eindruck bzw. Bewertung für die Größe der Menge widerzuspiegeln.
```
 
alguno que otro, aislado, innumerable, numeroso, un poco, algunos, varios, un montón, muchos, toneladas, cubetas, montones, trillones, pizca, poquitín
[
8
]
```

Beim Vergleich von Zahlen werden zur Darstellung einer Ungleichung bzw. einer Ordnungsrelation, relación de orden die Vergleichszeichen: das Größer-als-Zeichen („>“), mayor que und das Kleiner-als-Zeichen („<“), menor que eingesetzt.
```
Die Schreibweise 
a < b
 bedeutet 
a es menor que b

Die Schreibweise 
a > b
 bedeutet 
a es mayor que b
```

Dabei steht die Entwicklung des „Zahlbegriffs“ oder des „Zahlensinns“ innerhalb der natürliche Sprachen im weitesten Sinne mit den allgemeinen (psychologischen, linguistischen, u. ä.) Konzepten zur Kognitionswissenschaft (Kognitive Neurowissenschaft) in Beziehung.
| Deutsche bzw. wissenschaftliche Bezeichnung              | Spanische Bezeichnung | Beispiele                                     | Beispiele                                       |
| Deutsche bzw. wissenschaftliche Bezeichnung              | Spanische Bezeichnung | Deutsch                                       | Spanisch                                        |
| -------------------------------------------------------- | --------------------- | --------------------------------------------- | ----------------------------------------------- |
| Grundzahlwort, Kardinalzahl                              | número cardinal       | eins, zwei, drei, …, hundertdreiundfünfzig, … | uno, dos, tres, …                               |
| Ordnungszahlwort, Ordinalzahl                            | número ordinal        | (der) erste, zweite, dritte, …                | primero, secundo, tercero, …                    |
| Wiederholungszahlwort, Iterativzahl                      | número iterativo      | einmal, zweimal, …                            | una vez, dos veces, …                           |
| Vervielfältigungszahlwort, Multiplikativzahl             | número multiplicativo | einfach, zweifach, vierfach, …                | simple, doble, cuádruple …                      |
| Verhältniszahlwort, Proportionale                        | número proporcional   | einfach, zweifach, vierfach, …                | simplemente, duplicado, …                       |
| Verteilungszahlwort, Distributivzahl                     | número distributivo   | je ein, jeweils zwei, …                       | cada uno, cada dos, …                           |
| Gattungszahlwort, Speziale                               |                       | einerlei, dreierlei, …                        | de la misma clase, de tres clases diferentes, … |
| Sammelzahlwort, Kollektivzahl                            | número colectivo      | Dutzend, …                                    | docena, …                                       |
| Bruchzahlwort, Partitivum                                | número quebrado       | (zwei) Fünftel, Viertel, vierzehntel …        | dos quintos, un cuarto, cuatro décimos, …       |
| Gesellschaftszahl, Soziativzahl                          |                       | zu zweit, zu dritt, …                         | de dos en dos, de a tres, …                     |
| Folgezahl, ordnendes Zahladverb                          | adverbio numeral      | erstens, zweitens, drittens, …                | primer, segundo, tercero, …                     |
| Zeitzahl, Temporale                                      | adverbio temporal     | dreijährig, zweistündig                       | de tres años, de dos horas, …                   |
|                                                          |                       |                                               |                                                 |
| eigenschaftswörtliches Zahlwort, adjektivisches Zahlwort |                       | sechs, (der) zweite dreimalig, viererlei      |                                                 |
| umstandswörtliches Zahlwort, adverbialisches Zahlwort    |                       | fünfmal, drittens                             |                                                 |
| Zahlhauptwort, Zahlsubstantiv                            |                       | Million, Hundert (n.), Dutzend                |                                                 |

Das Rechnen, cuenta o cálculo ist die Tätigkeit der logischen Verknüpfung von Objekten die als Ziffern symbolisiert und als Zahlen versprachlicht werden. Das allgemein akzeptierte Regelwerk für das Rechnen mit Zahlen wird in der Mathematik als Arithmetik oder als die Rechenoperationen der Arithmetik, operaciones aritméticas bezeichnet. Arithmetische Rechenoperationen umfassen das Rechnen mit den Zahlen, vor allem den natürlichen Zahlen. Ein Operator ist eine mathematische Vorschrift, auch als Kalkül benannt, durch die man aus mathematischen Objekten, etwa Zahlen neue Objekte bilden kann. Häufig finden dabei Algorithmen, algoritmos eine Anwendung.
Die Darstellung rechnerischer bzw. mathematischer Zusammenhänge bedient sich der mathematischen Notation. Sie bezeichnet in Mathematik aber auch in der Logik und Informatik die Darstellung von Formeln und anderen mathematischen Objekten mittels mathematischer Symbole, símbolos matemáticos. Die mathematische Notation entspricht einer Sprache, die formaler ist als viele natürliche Sprachen und dennoch einige Un-eindeutigkeiten enthält, wie sie für natürliche Sprachen charakteristisch sind.

## Kardinalzahlen,números cardinales
Die Kardinal- oder Grundzahlen kennzeichnen eine Menge, zumeist der natürlichen Zahlen, die einer bestimmten Einheit einer Zahlenreihe entspricht. Die Zahlen werden durch Zahlennamen kommunizierbar. – Beispiele:
```
cero, dos, cuatro, cinco, nueve
 null, zwei, vier, fünf, neun
```

Vor einem spanischen Substantiv, sustantivo, es wird nach dem Numerus, número gramatical flektiert, werden die auf „y uno“ endenden Kardinalzahlen im Sinne der Kongruenz zu „y una“.
Vor einem maskulinen Substantiv aber entfällt das Suffix „-o“ von „y uno“, also „y un“. – Beispiele:
```
una peseta más, dos mil y un euros
 eine 
Pesete
 mehr, zwei tausend und ein 
Euro
```

Für die Ziffer 100 bzw. dem Zahlwort für die Ziffer 100 existieren im Spanischen zwei Wörter.
```
cien
 vor Substantiven: 
cien mujeres
 
cien casas

ciento
 vor anderen Zahlwörtern: 
ciento tres casas
.
[
13
]
```

### Besonderheiten des spanischen „cien“ und „ciento“
Das Zahlwort „cien“ braucht man:
- um die Zahl 100 als solche auszudrücken
- vor mil, millón etc.
- cien por cien (100 %). – Beispiele:

```
cien euros
 100 Euros

cien libros
 100 Bücher

cien mil euros
 100.000 €

cien mil habitantes
 100.000 Einwohner
```

Das spanische Hundert „ciento“ braucht man:
- vor jeder Zahl, ausgenommen vor mil, millón usw.
- von 101 bis 199, gleichgültig, ob dann ein männliches oder weibliches Substantiv folgt
- um Prozente auszudrücken. – Beispiel:

```
 
el veinte por ciento
```

aber bei 100 % sind beide Ausdrücke möglich. – Beispiele:
```
ciento diez euros
 110 €

ciento treinta y siete dollares
 137 $

ciento setenta y dos mujeres
 172 Frauen

ciento ochenta y tres pesos
 183 Pesos

ciento uno
 101 oder gesprochen einhunderteins

ciento dos
 102 oder gesprochen einhundertzwei

ciento tres
 103 oder gesprochen einhundertdrei
```

etc. bis
```
 
ciento noventa y nueve
 199 oder gesprochen einhundertneunundneunzig
```

### Besonderheiten des spanischen „mil“
Als Zahl bleibt „mil“ unveränderlich. – Beispiele:
```
dos mil habitantes
 2000 Einwohner

cien mil kilómetros
 100.000 km

veinte mil personas
 20.000 Personen

ciento ocho mil kilómetros
 108.000 km
```

Aber:
```
miles de hombres
 Tausende von Menschen

miles y miles
 Tausende und Abertausende
```

Und das Zahlwort millón, millones haben als runde Zahl stets de vor dem nachfolgenden Substantiv. – Beispiele:
```
 
un millón de euros
 1 Mio. Euros
 
veinte millones de euros
 20 Mio. Euros
 
cien millones de tunes
 100 Mio. Thunfische
```

Hingegen:
```
 
un millón doscientos mil habitantes
 1.200.000 Einwohner
 
tres millones quinientos mil euros
 3.500.000 Euros
```

Aber:
```
 
mil millones
 eine Milliarde
```

### Mengen und Funktionen,conjuntos y funciónes matemáticas
Der Begriff der Menge, conjunto präsentiert ein grundlegendes Konzept in der Mathematik. Man fasst im Rahmen der Mengenlehre, teoría de conjuntos einzelne Elemente, objeto matemático zu einer Menge zusammen. In der Mathematik sind es insbesondere die Zahlen, so die Menge der natürlichen Zahlen oder es können aber auch, wie etwa bei den Stichproben in der Statistik Personen, Personen eines Jahrganges, Personen mit Spanischkenntnissen, Frauen mit Spanischkenntnissen, Männer mit Spanisch- und Englischkenntnissen u. ä. m. eine solche Menge repräsentieren. Eine Menge kann darüber hinaus auch kein Element enthalten, es gibt genau eine Menge ohne Elemente, die leere Menge, conjunto vacío. Oder eine Teilmenge, subconjunto „B“ ist in einer Obermenge, conjunto „A“ enthalten, es gilt das jedes Element von „A“ auch in „B“ enthalten ist, „B“ es subconjunto de un conjunto „A“.
Eine Funktion, función matemática wiederum ist eine Zuordnung, relación matemática in der jedem Element einer vorgegebenen Menge genau ein Element einer zweiten Menge, die sogenannten Funktionswerte, valores funcionales zugeordnet wird.
Für die Zuordnung eines Funktionswertes „y“, es la variable dependiente, abcisa zu einem Argument „x“, es la variable independiente, ordenada sind eine Anzahl von unterschiedlichen Sprech- oder Schreibweisen gegeben. Sie alle sind mehr oder weniger gleichwertig. – Beispiele:
```
f(x) wie f de „x“ oder f es una función de „x“ (
'ekis
)

„f“ (
'efe
) es una función de „x“ (
'ekis
)
 
„f“ ist eine Funktion von „x“

f(x)= 3x + 4 in Worten: efe de equis, es igual a tres equis, más cuatro oder f es una función de equis, es igual a tres equis, más cuatro
 
f von „x“ ist gleich drei mal „x“ plus vier

f(x)= 4x + 1 in Worten: f (
Aussprache des Alphabets
 
'efe
) de „x“ (
'ekis
) es igual a cuatro por „x“ más uno oder efe es una función de equis es igual a cuatro por „x“ más uno

f(n)= −4n + 2 in Worten: efe de ene, es igual a negativo cuatro ene, más dos 
 
f von „n“ ist gleich negativ vier „n“ plus zwei oder Funktion von n, ist gleich negativ vier mal „n“ plus zwei
[
14
]

„y“ (
i'ɣɾjeɣa
) igual a „f“ de „x“
 
„y“ gleich „f“ von „x“
 (vornehmlich, wenn ein 
Gleichheitszeichen
, 
signo igual
 in der Symbolik steht)
```

```
lim f(x) = „L“ in Worten: el límite de f(x), cuando „x“ tiende a „a“, es igual a „L“
 
der Limes f von „x“ für „x“ gegen „a“ ist gleich „L“

 
x→a
```

### Die Sprache der einfachen Rechenoperationen,cálculo aritméticoim Spanischen
Die Grundrechenarten, operación básica de la aritmética de los números naturales sind die vier mathematischen Operationen Addition, Subtraktion, Multiplikation und Division.
Die Addition, suma o adición ist der Vorgang des Zusammenzählens mindestens zweier oder mehrerer Zahlen, der Operator, operador hierfür ist das Pluszeichen, signo de más. Sie wird im Spanischen versprachlicht mit den Adverb „más“ und der Konjunktion „y“, der Prozess der Addition wird mit dem Verb sumar oder adicionar umschrieben. Additionen bildet man mit „más“ bzw. „y“, die Benennung des Ergebnisses oder Resultats, resultado, wird mit es bzw. son eingeleitet.
```
3 
+
 4 
=
 7 tres 
más
 cuatro 
son
 siete
 
drei vermehrt um (= plus) vier sind sieben

3 
+
 5 
=
 8 tres 
y
 cinco 
son
 ocho
 
drei und fünf sind acht

0 
+
 1 
=
 1 cero 
y
 uno 
es
 uno
 
null und eins ist eins
```

Die Subtraktion, resta o sustracción ist der Vorgang des Abziehens einer Zahl von einer anderen Zahl. Der Operator für die Subtraktion ist das Minuszeichen, signo de menos. Die Subtraktionen werden mit „menos“ versprachlicht. Der (verbale) Vorgang wird mit „restar“ erfasst.
```
12 
-
 3 
=
 7 doce 
menos
 tres 
son
 nueve
 
zwölf weniger drei sind neun

5 
-
 4 
=
 1 cinco 
menos
 cuatro 
es
 uno
 
fünf weniger vier ist eins
```

Die Multiplikation, multiplicación ist der Vorgang des Malnehmens zweier oder mehrerer Zahlen. Der Operator hierfür ist das Malzeichen. Der Vorgang wird mit dem Verb „multiplicar“ beschrieben. Die Multiplikationen werden mit „por“ gebildet.
```
5 
×
 4 
=
 20 cinco 
por
 cuatro 
son
 veinte
 
fünf mal vier sind zwanzig
```

Die Division oder Teilung, división ist der Vorgang des Teilens einer Zahl durch eine andere Zahl. Der Operator ist das Geteiltzeichen, óbelo. Der Vorgang wird mit dem Verb „dividir“ beschrieben. Teilungen werden mit „entre“ oder „dividido por“ gebildet.
```
15 
:
 3 
=
 5 quince 
dividido por
 tres 
son
 cinco
 
fünfzehn dividiert durch drei sind fünf
```

Im Spanischen wird ein Komma als Dezimaltrennzeichen gesetzt „coma“, manchmal wird es aber „punto“ gesprochen.
```
16,3 
:
 3 
=
 5,433 dieciséis coma tres 
entre
 tres 
son
 cinco coma cuatro, tres, tres 
```

### Die Sprache des Rechnens mit rationalen bzw. reellen Zahlen,números racionales o sea reales
Brüche, fracción als Ausdruck der Rationale Zahlen, números racionales werden im Spanischen wie folgt besprochen:
```
3/4
 fracción tres cuartos, 
1/4
 un cuarto, 
1/2
 un medio
```

Eine Vielzahl an mathematischen Problemen lässt sich nicht mit den rationalen Zahlen lösen, beispielsweise gibt es keine rationale Zahl x, welche die Gleichung x2 = 3 zum Ausdruck brächte. Durch die reellen Zahlen, números reales lassen sich nun nicht nur alle vier Grundrechenarten ohne Hindernisse durchführen; auch das Potenzieren, elevar a una potencia beliebiger und das Wurzelziehen, extraer una raíz o sea sacar una raíz nicht-negativer reeller Zahlen liefert, führt zu Lösungen. Die sprachlichen Ausdrücke hierzu sind:
```
8
2
 in Worten, 
expresión verbal
: ocho elevado al cuadrado
 
acht angehoben (hoch) zum Quadrat

2
6
 in Worten: dos elevado a seis o a la sexta
 
zwei hoch sechs

x
n
 in Worten: equis elevado a la ene o solo equis a la ene.
 
x hoch n

3
5
 in Worten: tres a la quinta.
 
drei hoch fünf

enésima potencia
 
n-te Potenz

  

    

      

        

          

            
16

          

        

      

    

    
{\displaystyle {\sqrt {16}}}

  

 raíz dos de dieciséis
 oder auch 

  

    

      

        

          
16

          

            

              
1

              
2

            

          

        

      

    

    
{\displaystyle 16^{\frac {1}{2}}}

  

 dieciséis elevado al fracción uno dos

raíz n de x
 n-te Wurzel von x

log
2
 16 = 4, logaritmo en base dos de dieciséis es igual a cuatro
 oder auch 
logaritmo binario de dieciséis es igual a cuatro

  

    

      

        

          
log

          

            
b

          

        

        
⁡

        
(

        
x

        
)

        
=

        
y

        
=

        
n

      

    

    
{\displaystyle \log _{b}(x)=y=n}

  

 
logaritmo en base b de x es igual a y es igual a n
```

Die Äquivalenz von Potenzieren, Radizieren und Logarithmieren drückt sich wie folgt aus:
```
0
0
 ¿Cuánto vale cero elevado a cero?
 
null hoch null. Welchen Wert hat null hoch null?

a
x
 = b in Worten: „a“ elevado al „x“ es igual a „b“

  

    

      

        

          

            
b

          

        

      

    

    
{\displaystyle {\sqrt {b}}}

  

 = a in Worten: raíz „x“ de „b“ es igual a „a“
 oder 

  

    

      

        

          
b

          

            

              
1

              
x

            

          

        

      

    

    
{\displaystyle b^{\frac {1}{x}}}

  

 „b“ elevado al fracción „uno x“

log
a
 b = a in Worten: logaritmo en base „a“ de „b“ es igual a „x“
[
17
]
[
18
]
```

Hierzu ein Zahlenbeispiel:
```
4
2
 = 16 in Worten, 
expresión verbal
: „cuatro“ elevado al „dos“ es igual a „dieciséis“

  

    

      

        

          

            
16

          

        

      

    

    
{\displaystyle {\sqrt {16}}}

  

 = 4 in Worten: raíz „dos“ de „dieciséis“ es igual a „cuatro“
 oder auch 

  

    

      

        

          
16

          

            

              
1

              
2

            

          

        

      

    

    
{\displaystyle 16^{\frac {1}{2}}}

  

 „dieciséis“ elevado al fracción „uno dos“ es igual a „cuatro“

log
4
 16 = 2 in Worten: logaritmo en base „cuatro“ de „dieciséis“ es igual a „dos“
```

### Die Sprache der algebraischen Gleichung,ecuación algebraica
Unter einer (algebraischen) Gleichung, ecuación (algebraica) wird in der Mathematik eine Aussage verstanden, die die Gleichheit zweier Terme, término mit etwa den Buchstaben, letras festlegt. Diese Festlegung geschieht mittels eines Gleichheitszeichens („=“), signo de igualdad. Formal hat eine Gleichung die Gestalt:
{\displaystyle a_{1}=a_{2}},
hierbei ist der Term {\displaystyle a_{1}} die linke Seite, primer miembro und der Term {\displaystyle a_{2}} die rechte Seite, segundo miembro der Gleichung.
```
x + 1 = 5 in Worten: un número que no conocemos más tres es igual a cinco
```

Bei einem Monom, monomio handelt es sich um eine Multiplikation, multiplicación von einer Ziffer bzw. Zahl, número mit einem Buchstaben, letra. Die Ziffer, número auch als Koeffizient, coeficiente bezeichnet und der Buchstabe, letra bezeichnet insgesamt die Variable, parte literal o exponente natural. Ein Monom ist also ein Produkt, bestehend aus einem Koeffizienten und den angegebenen Potenzen; der Exponent bzw. Potenz der Variablen, grado del monomio wird geschrieben:
```
x in Worten: un número cualquiera.
 
eine beliebige Zahl

x + y in Worten: la suma de los números.
 
die Summe zweier (beliebiger) Zahlen

x - y in Worte: la diferencia de los números.
 
die Differenz zweier (beliebiger) Zahlen

x y in Worten: el producto de dos números.
 
das Produkt zweier (beliebiger) Zahlen

x / y in Worten: el cociente de los números.
 
der Quotient zweier (beliebiger) Zahlen
```

```
(x)
3
 = x
3
 in Worten: el cubo de un número.
 
die dritte Potenz einer (beliebigen) Zahl

3 x
2
 in Worten: el triple del cuadrado de un número.
 
das Dreifache einer (beliebigen) Zahl zur vierten Potenz

10 
3
 in Worten: diez elevado a la tercera potencia
 oder 
diez a la tercera
 oder 
diez al cubo

x
2
 + y
2
 in Worten: la suma de los cuadrados de dos números.

3 x
1
 in Worten: el triple del número cualquiera.
```

```
3 x
2
 in Worten: el triple del cuadrado de un número.

x
3
 in Worten: el cubo de un número.
 
die dritte Potenz einer (beliebigen) Zahl

x
2
 + y
2
 in Worten: la suma de los cuadrados de dos números.

(x / 5)
3
 in Worten: el cubo de la quinta parte de un número

x + y / x - y in Worten: la suma de dos números dividida entre su diferencia
```

```
x
3
 / 5 in Worten: la quinta parte del cubo de un número.
 
ein Fünftel der dritten Potenz einer (beliebigen) Zahl

x + 7 in Worten: un número cualquiera aumentado en siete.

2 x
1
 + 5 in Worten: el doble de un número excedido en cinco.

a
2
 + 7 in Worten: el cuadrado de un número aumentado en siete.

x
3
 + 3 x
2
 in Worten: el cubo de un número más el triple del cuadrado de dicho número.

2 (x - y) in Worten: el doble de la diferencia de dos números.

3 (x + y) in Worten: el triple de la suma de dos números.
```

Gleichungssysteme, ecuación algebraica werden wie folgt ausgedrückt:
```
x - 20 = 7 in Worten: ¿Cuál es el número que disminuido de veinte da por diferencia siete?

x + 3 = 8 in Worten: ¿Cuál es el número que agregado a tres suma ocho?

2 x + 5 in Worten: un doble de un número más cinco

2 (x + 7) in Worten: el doble de un número aumentado en siete

x + 3 = 8 in Worten: ¿Cuál es el número que agregado a tres suma ocho?
 
Welches ist die Zahl, die hinzugefügt zu drei ergibt acht?

20 - x = 7 in Worten: ¿Cuál es el número que disminuido de veinte da por diferencia siete?
 
Welches ist die Zahl die vermindert von zwanzig sie gibt sich aus der Differenz mit sieben?
[
20
]
```

Bei einem Polynom, polinomio konstituiert sich eine (endliche) Summe von Vielfachen von Potenzen mit natürlichzahligen Exponenten einer Variablen, die meist mit {\displaystyle x} bezeichnet wird und zu einer mathematischen Gleichung, expresión matemática führen kann. Ein Ausdruck mit einer Funktion in „{\displaystyle x}“ einer Polynomfunktion, funcion polinómica.
```

  

    

      

        

          
∑

          

            
i

            
=

            
1

          

          

            
n

          

        

        

          
x

          

            
i

          

        

      

    

    
{\displaystyle \sum _{i=1}^{n}x_{i}}

  

 in Worten: sumatorio de „x“ sub-i desde „i“ igual a uno hasta „n“
 oder 
sumatoria de x
i
, donde „i“ toma los valores de uno a „n“
```

```

  

    

      

        
P

        
(

        
x

        
)

        
=

        

          
∑

          

            
i

            
=

            
0

          

          

            
n

          

        

        

          
a

          

            
i

          

        

        

          
x

          

            
i

          

        

        
=

        

          
a

          

            
0

          

        

        
+

        

          
a

          

            
1

          

        

        
x

        
+

        

          
a

          

            
2

          

        

        

          
x

          

            
2

          

        

        
+

        
⋯

        
+

        

          
a

          

            
n

          

        

        

          
x

          

            
n

          

        

      

    

    
{\displaystyle P(x)=\sum _{i=0}^{n}a_{i}x^{i}=a_{0}+a_{1}x+a_{2}x^{2}+\dotsb +a_{n}x^{n}}

  

 
„P“ es una función de „x“ es igual a sumatoria de „a
i
“ por „x“ elevado a „i“, igual a cero hasta „n“ es igual „a
0
“ más „a
1
“ por „x“ más „a
2
“ por „x“ elevado a dos
```

### Die Sprache der trigonometrischen Funktionen,función trigonométrica
Mit den trigonometrischen Funktionen, funciones trigonométricas oder auch Winkelfunktionen werden rechnerische Zusammenhänge bezeichnet, die sich zwischen den Winkel, ángulo und den Seitenverhältnissen, proporcionalidad entre las longitudes de los lados in einem rechtwinkligen Dreieck, triángulo rectángulo ausbilden. – Beispiele:
```
c
2
 = a
2
 + b
2
 
La hipotenusa al cuadrado es igual a la suma de los catetos al cuadrado
.

Función seno: sin(θ) = cateto opuesto (dividido por la) / hipotenusa
 
Gegenkathete geteilt durch die Hypotenuse

Función coseno: cos(θ) = cateto adyacente / hipotenusa
 
Ankathete geteilt durch Hypotenuse

Función tangente: tan(θ) = cateto opuesto / cateto adyacente
 
Gegenkathete geteilt durch Ankathete
[
21
]
```

```
El seno del ángulo B es la razón entre el cateto opuesto al ángulo y la hipotenusa.
```

```
sen B = cateto opuesto (dividido por la) / hipotenusa = b / a
 
Sinus B ist gleich Gegenkathete geteilt durch die Hypotenuse
```

## Ordinalzahlen,números ordinales
Spanische Ordnungszahlen richten sich in Genus und Numerus nach dem sie begleitenden Nomen. Besteht eine Zahlenangabe aus mehreren Worten, richtet sich nur das letzte Wort nach dem Nomen. – Beispiele:
```
el vigésimo sext
o
 viajer
o
 sin billete

la vigésimo sext
a
 viajer
a
 sin billete
```

Ordinalzahlen verhalten sich wie Adjektive, stehen aber entgegen der sonst (meist) üblichen Position nicht nach einem Substantiv, sondern vor dem Bezugswort oder Nomen.
Lediglich wenn das Nomen dazu dient einen Text zu strukturieren, folgt die Ordnungszahl hinter dem Substantiv. – Beispiel:
```
un drama en cinco actos
 
ein Drama in fünf Akten
 
(número cardinal)
 aber

el acto quinto del obra de teatro
 
der fünfte Akt des Theaterstückes
 
(número ordinal)
```

Die Ordnungszahlen, números ordinales werden mit Ausnahmen, wie „primero“, „segundo“, „décimo“, „centésimo“ oder „milésimo“ im alltäglichen Sprachgebrauch weniger als in der deutschen Sprache verwendet.
Es gilt die Einhaltung des Kongruenzsprinzips. Als Ziffer geschrieben wird der Ordnungszahl ein „°“ für die männlichen Substantive beigefügt und ein „a“ für die weiblichen Substantive. – Beispiele:
```
En los últimos cinco años vivo en el 2°.

Mis compañeras de trabajo están sentados en la 2
a
 mesa.
```

## Bruchzahlwort,número quebrado
Die gewöhnlichen oder gemeinen Brüche, fracciónes ordinarias sind Ausdruck der Rationale Zahlen, números racionales. Sie bestehen aus einem Zähler, divisor und einem Dividenden, dividendo, deren Ergebnis der Quotient, cociente ist. Sollte der Divisor dabei größer als „1“ sein, so wird die Ordnungszahl zur Pluralform durch die Anhängung eines „-s“; die Kongruenz bleibt dabei erhalten. – Beispiele:
```
1/5
 un quinto

3/7
 tres séptimos
```

Man kann die Verwendung der Ordnungszahlen durch eine Umschreibung mit „parte“ vermeiden. – Beispiel:
```
3/7
 las tres séptimas partes
```

Sind ganze Zahlen und Brüche zu einem Zahlenwert verbunden, wird zwischen der ganzen Zahl und dem Quotienten die Konjunktion „y“ eingefügt. – Beispiel:
```
2 
2/5
 dos y dos quintos
```

Im mathematischen Sprachgebrauch wird ab einem Dividenden größer 11 die Endung „-avo“ genutzt. – Beispiele:
```
1/11
 un onceavo
 
ein Elftel

1/20
 la veinteava parte
 
ein Zwanzigstel

6/13
 seis treceavos
 
sechs Dreizehntel

1/16
 la dieciséisava parte
 
ein Sechzehntel

8/100
 ocho centavos
 
acht Hundertstel
```

Für Dezimalbrüche, fracciones decimales wird ein Komma als Dezimaltrennzeichen eingesetzt. – Beispiele:
```
3,23 tres coma veintitrés

2,11 dos coma once
```

```
0,1 = un décimo
 
ein Zehntel

0,01 = un centécimo
 
ein Hundertstel

0,001 = un milésimo
 
ein Tausendstel

0,0001 = un diez milésimo
 
ein Zehntausendstel
```

man liest aber auch:
```
0,12435687 cero enteros doce millones cuatrocientos treinta y cinco mil seiscientos ochenta y siete diez millonésimos
```

```
7,2 siete unidadas y dos décima
[
25
]
```

```
22,342579 veintidós unidades, trescientas cuarenta y dos mil quinientas setenta y nueve millonésimas
[
26
]
```

```
10,7261 diez con siete mil doscientas sesenta y una diezmilésimas
```

```
32,2503333 treinta y dos unidades, dos millones quinientas tres mil trescientas treinta y tres diezmillonésimas
 oder auch 
treinta y dos con dos millones quinientas tres mil trescientas treinta y tres diezmillonésimas
```

```
102,2503333 ciento dos unidades, dos millones quinientas tres mil trescientas treinta y tres diezmillonésimas
 oder auch 
ciento dos con dos millones quinientas tres mil trescientas treinta y tres diezmillonésimas
```

```
120,91 ciento veinte con noventa y una centésimas
```

```
674,56 seiscientos setenta y cuatro con cincuenta y seis centésimas
```

```
132,006 ciento treinta y dos con seis milésimas
```

```
37,86 treinta y siete con ochenta y seis centésimas
```

| Parte entera | Parte entera | Parte entera  | Parte decimal             | Parte decimal                   | Parte decimal                               | Parte decimal                                                 | Parte decimal                                                       |
| centenas     | decenas      | unidades      | décima                    | centésima                       | milésima                                    | diezmilésima                                                  | cienmilésima                                                        |
| ------------ | ------------ | ------------- | ------------------------- | ------------------------------- | ------------------------------------------- | ------------------------------------------------------------- | ------------------------------------------------------------------- |
|              |              | 2,            | 0,1                       | 0,01                            | 0,001                                       | 0,0001                                                        | 0,00001                                                             |
|              |              | 2,            | 2,1                       | 2,12                            | 2,123                                       | 2,1234                                                        | 2,12345                                                             |
|              |              | 2 unidades,   | 2 unidades, una décima.   | 2 unidades y 12 centésimas.     | 2 unidades y ciento veintitrés milésimas.   | 2 unidades y mil doscientas treinta y cuatro diezmilésimas.   | 2 unidades y doce mil trescientas cuarenta y cinco cienmilésimas.   |
|              |              | dos unidades, | dos unidades, una décima. | dos unidades y doce centésimas. | dos unidades y ciento veintitrés milésimas. | dos unidades y mil doscientas treinta y cuatro diezmilésimas. | dos unidades y doce mil trescientas cuarenta y cinco cienmilésimas. |

## Bezeichnung der Zahlen mit großen Werten
|                           | \| 1 000 \| \| mil \| \| 1 000 \| \| un millón \| \| 2 000 \| \| dos millones \| \| 500 000 \| \| quinientos millones \| \| 1 000 \| \| mil millones (manchmal auch „un millardo“) \| \| 1 200 000 \| \| mil doscientos millones \| \| 5 000 \| \| cinco mil millones \| \| 1 000 \| \| un billón \| \| 1 000 \| \| mil billones \| \| 1 000 000 000 000 000 000 \| \| un trillón \| \| 1 000 \| \| un cuatrillón \| \| 1 000 \| \| un quintillón \| \| 1 000 \| \| un sextillón \| \| 1 000 \| \| un septillón \| \| 1 000 \| \| un octillón \| \| 1 000 \| \| un nonillón \| \| (1 000 000)10 \| \| un decillón \| \| (1 000 000)11 \| \| un undecillón \| \| (1 000 000)12 \| \| un duodecillón \| \| (1 000 000)20 \| \| un vigentillón \| \| (1 000 000)30 \| \| un trigentillón \| \| (1 000 000)100 \| \| un centillón \| \| (1 000 000)200 \| \| un bicentillón \| \| (1 000 000)300 \| \| un tricentillón \| |                                            |
| 1 000                     | | mil                                        |
| 1 000                     | | un millón                                  |
| 2 000                     | | dos millones                               |
| 500 000                   | | quinientos millones                        |
| 1 000                     | | mil millones (manchmal auch „un millardo“) |
| 1 200 000                 | | mil doscientos millones                    |
| 5 000                     | | cinco mil millones                         |
| 1 000                     | | un billón                                  |
| 1 000                     | | mil billones                               |
| 1 000 000 000 000 000 000 | | un trillón                                 |
| 1 000                     | | un cuatrillón                              |
| 1 000                     | | un quintillón                              |
| 1 000                     | | un sextillón                               |
| 1 000                     | | un septillón                               |
| 1 000                     | | un octillón                                |
| 1 000                     | | un nonillón                                |
| (1 000 000)10             | | un decillón                                |
| (1 000 000)11             | | un undecillón                              |
| (1 000 000)12             | | un duodecillón                             |
| (1 000 000)20             | | un vigentillón                             |
| (1 000 000)30             | | un trigentillón                            |
| (1 000 000)100            | | un centillón                               |
| (1 000 000)200            | | un bicentillón                             |
| (1 000 000)300            | | un tricentillón                            |

|           | \| 1 200 000 \| \| un millón doscientos (o doscientas) mil \| uno coma dos millones (=1,2 millones) \| \| 1 200 000 \| \| mil doscientos millones \| uno coma dos millardos \| \| 1 200 000 \| \| un billón doscientos mil millones \| uno coma dos billones \| |                                         |                                       |
| 1 200 000 | | un millón doscientos (o doscientas) mil | uno coma dos millones (=1,2 millones) |
| 1 200 000 | | mil doscientos millones                 | uno coma dos millardos                |
| 1 200 000 | | un billón doscientos mil millones       | uno coma dos billones                 |

## Semi-numerische Vergleiche
Eine qualitative Ungleichheit zweier oder mehrerer Personen oder Dinge zueinander, impliziert im Allgemeinen einen quantifizierbaren Sachverhalt. Der Betrachter vergleicht zunächst, ob diese oder jene zu beschreibende Eigenschaft „stärker“ oder „schwächer“, „kleiner“ oder „größer“, „mehr“ oder „weniger“, „näher“ oder „weiter“ usw. ausgeprägt ist.
Eine Verstärkung wird mit más + adjetivo + que ausgedrückt, eine Abschwächung mit menos + adjetivo + que. Die Gleichheit drückt man durch tan ... como aus.
- más ... que mehr als
- menos ... que weniger als
- tan... como wie

Werden die Angaben aber quantifiziert, so tritt der Fall ein, dass vor Zahlen, bzw. Mengen und Nebensätzen anstelle des Relativpronomens,
pronombre relativo que die Präposition de eingesetzt wird. – Beispiele:
```
Gana más de 10 €.
 
Er/sie verdient mehr als 10 €.
 
Presente simple

Gana más de lo que creíamos.
 Er/sie verdient mehr von dem, was wir glaubten. Presente simple + 
Pretérito imperfecto de indicativo
```